# NGC 5339
NGC 5339 ist eine Balkenspiralgalaxie  vom Hubble-Typ SBa im Sternbild Jungfrau. Sie ist schätzungsweise 119 Millionen Lichtjahre von der Milchstraße entfernt.
Sie wurde am 14. Mai 1887 von dem französischen Astronomen Guillaume Bigourdan entdeckt.